# Norra Nissjen
Norra Nissjen är en sjö i Ovanåkers kommun i Hälsingland och ingår i Ljusnans huvudavrinningsområde. Sjön har en area på 0,141 kvadratkilometer och ligger 232,5 meter över havet. Sjön avvattnas av vattendraget Nissjabäcken.

## Delavrinningsområde
Norra Nissjen ingår i det delavrinningsområde (681979-147363) som SMHI kallar för Mynnar i Voxnan. Medelhöjden är 255 meter över havet och ytan är 2,73 kvadratkilometer. Det finns ett avrinningsområde uppströms, och räknas det in blir den ackumulerade arean 22,92 kvadratkilometer. Nissjabäcken som avvattnar avrinningsområdet har biflödesordning 3, vilket innebär att vattnet flödar genom totalt 3 vattendrag innan det når havet efter 147 kilometer. Avrinningsområdet består mestadels av skog (88 procent). Avrinningsområdet har 0,14 kvadratkilometer vattenytor vilket ger det en sjöprocent på 5,3 procent.